# Xanthorhoe cinerata
Xanthorhoe cinerata là một loài bướm đêm trong họ Geometridae.